# Sankt Andreasberg
Sint Andreasberg (Sankt Andreasberg) is een voormalige bergstad in het Harzgebergte en maakt sinds 1 november 2011 onderdeel uit van de stad Braunlage in het Landkreis Goslar. Sint Andreasberg is een kuuroord in het Nationaal Park Harz. Het toerisme speelt een belangrijke economische rol voor de plaats.

## Geografie van Sankt Andreasberg
Sint-Andreasberg ligt nabij het Nationaalpark Harz in de Duitse deelstaat Nedersaksen. De stad wordt omgeven door Braunlage, Bad Lauterberg en Clausthal-Zellerfeld. Op ongeveer tien kilometer afstand ten noordoosten van Sint-Andreasberg ligt de berg Brocken. Dit is de hoogste berg van Midden-Duitsland en speelt een belangrijke rol in de folklore van het Harzgebied.

## Historie van Sankt Andreasberg
De eerste nederzetting is waarschijnlijk in de twaalfde eeuw aangelegd onder leiding van de monniken van de cisterciënzerabdij Walkenried. De pest veroorzaakte in de veertiende eeuw een ontvolking van het gebied. Het is onduidelijk of de nederzetting al vóór de ontvolking de huidige naam droeg. De naam Sint-Andreasberg wordt voor het eerst genoemd in een brief van graaf Heinrich zu Stolberg aan Dietrich von Witzleben. Deze documentatie dateert van 3 november 1487. Rond het jaar 1575 kende Sint-Andreasberg een inwoneraantal van ongeveer 2.500 mensen. Het was destijds de grootste nederzetting in het noordoosten van het Harzgebergte.

## Godsdienst
De bevolking van Sint-Andreasberg is van oudsher overwegend protestants. De Evangelisch-Lutherse Martinikerk bevindt zich op het kerkplein. Daarnaast kent de plaats ook een Rooms-Katholieke parochie.

## Stadswapen van Sint-Andreasberg
Het eerste veld (rechtsboven) toont het rood-zilveren wapen van de graven van Hohnstein. Het tweede veld (linksboven) toont Sint-Andreas met een gouden Sint-Andreaskruis. Het derde veld symboliseert de mijnhistorie van de stad. Het vierde veld is verdeeld. Het toont een leeuw met opgeheven voorpoot en drie gouden balken op een rode achtergrond (het provinciewapen van Lutterberg-Scharzfeld).
|                                            |                                              |                                                      |
| Originele stadswapen van Sint-Andreasberg. | Stadswapen onder het naziregime (1938-1945). | Huidig stadswapen van Sint-Andreasberg (1945-heden). |

## Geboren
- Andreas Christian Dedekind (1658), musicus en cantor
- Christian Müller (1690), orgelbouwer

- Gemeinsame Normdatei: 4105313-8
- Library of Congress Control Number: n88104074
- Nationale Bibliotheek van Israël: 987007564951205171
- Virtual International Authority File: 149029264
- WorldCat: E39PBJdx6r7wGGTd4B9WMYm8G3

Altenau · Bad Harzburg · Braunlage · Clausthal-Zellerfeld · Goslar · Harz (gemeentevrij gebied) · Langelsheim · Liebenburg · Schulenberg im Oberharz · Seesen · Wildemann